# Mirror Man (chanson de Talk Talk)
Pour les articles homonymes, voir Mirror Man.
Singles de Talk Talk
Talk Talk
(1982)
Mirror Man est le premier single de Talk Talk. La chanson a été éditée au Royaume-Uni uniquement et ne s'est pas classée. D'abord enregistrée en 1979 par The Reaction, le premier groupe de Mark Hollis, elle fut l'une des premières démos enregistrées par Talk Talk en juin 1981.

## Pistes
45 tours
| No | Titre                                           | Durée |
| -- | ----------------------------------------------- | ----- |
| 1. | Mirror Man (Hollis)                             | 3:21  |
| 2. | Strike Up The Band (Hollis/Brenner/Harris/Webb) | 2:41  |

- La pochette représente le logo de Talk Talk qui sera utilisé jusqu'en 1984.